# Norma Shearerová
Norma Shearerová, rodným jménem Edith Norma Shearer (10. srpna 1902, Montreal, Kanada – 12. června 1983, Woodland Hills, Kalifornie, USA), byla americká herečka kanadského původu působící v Hollywoodu ve dvacátých a třicátých letech 20. století. Za svoji kariéru byla šestkrát nominována na Cenu Akademie. Získala ji jednou za roli Jerry Martin v dramatickém filmu Rozvedená. V letech 1927 až 1936 byla vdaná za hollywoodského producenta Irvinga Thalberga.

## Životopis
Když ji bylo čtrnáct let, vyhrála soutěž krásy. V roce 1918 se nervově zhroutila její starší sestra Athole kvůli krachu otcova podniku. Manželství jejich rodičů Andrewa a Edith Shearerových nebylo příliš šťastné. Proto se matka rozhodla s dcerami vycestovat do Spojených států. Začaly žít v New Yorku ve skromném příbytku.

### Kariéra
Norma toužila být součástí Ziegfeldových "Follies", což byla ve dvacátých letech velice populární taneční broadwayská show producenta a milionáře Florenze Ziegfelda. Ten však mladou slečnu odmítl angažovat pro její oční vadu. Normě totiž lehce šilhalo oko. Strávila u lékařů spoustu času a stálo ji to hodně peněz, aby svůj nedostatek pokud možno co nejvíc napravila. Taky proto pracovala v začátcích kariéry v reklamě.

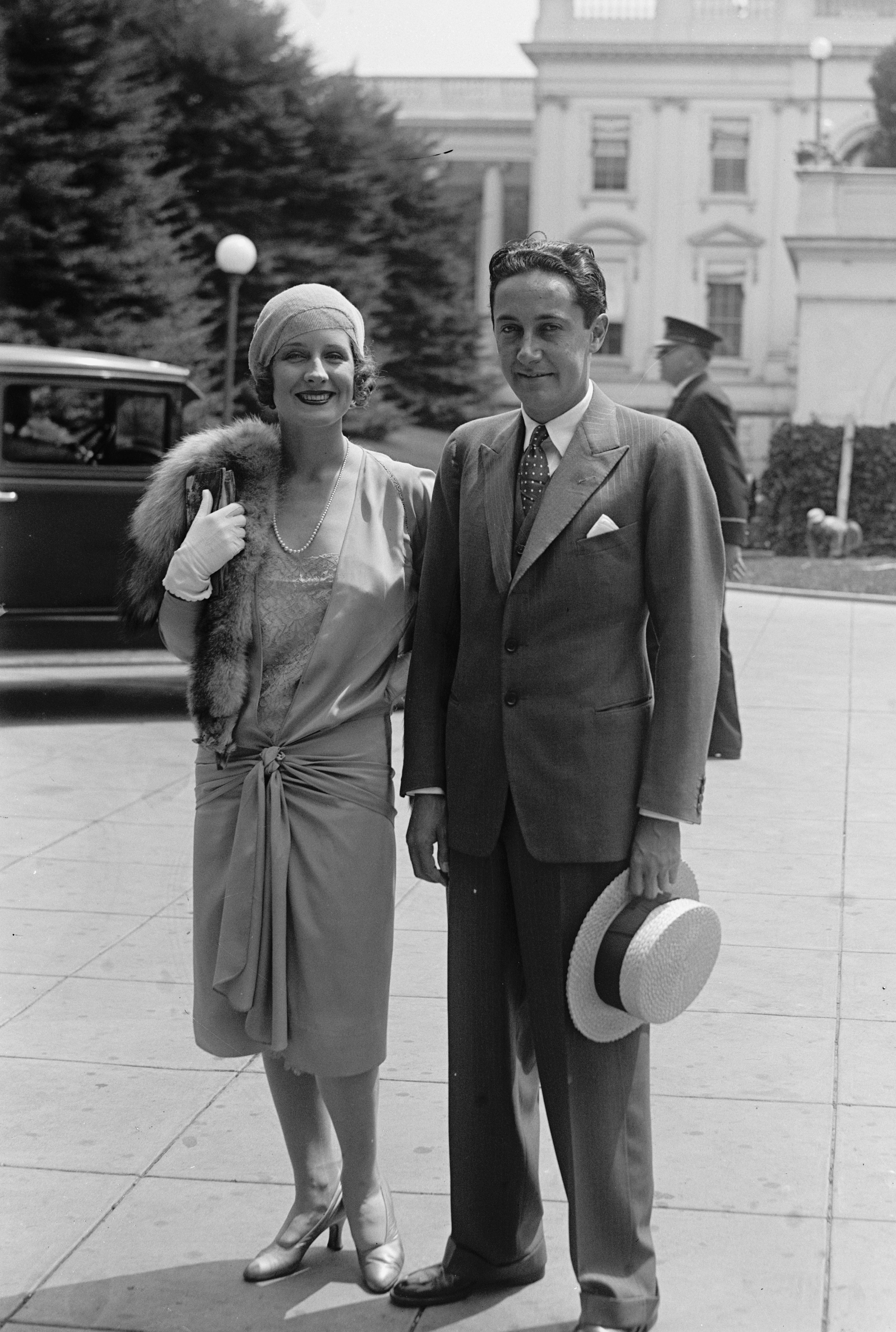
Norma a Irving v červenci 1929

Hrála v několika němých filmech, když se v roce 1923 zalíbila viceprezidentovi studia MGM Irvingovi Thalbergovi. Konkurz na hlavní roli ve filmu Pleasure Mad sice moc dobře nedopadl, Norma získala pouze vedlejší roli, ale položil základ budoucímu vztahu Normy Shearer a Thalberga. Nakonec získala u Mayerovy společnosti pětiletou smlouvu. Točila jeden němý film za druhým. Když se smlouva blížila ke konci, Thalberg se s Normou oženil. I když si on myslel, že Norma s filmem skončí, ona zatoužila po větších rolích. Film byl na konci dvacátých let ozvučen. Normin první mluvený film se jmenoval Je Mary Duganová vinna? a natočila ho v roce 1929. O rok později natočila s režisérem Robertem Z. Leonardem dramatický snímek Rozvedená o emancipované a složité ženě jménem Jerry. Za tuto postavu si Norma Shearer vysloužila Oscara. Na 3. ročníku udílení Cen Akademie nejenže porazila legendární Gretu Garbo, ale dokonce i sebe sama za výkon ve filmu Had v ráji. Tehdejší pravidla totiž dovolovala nominovat více hereckých výkonů jednoho umělce.
První dáma MGM, jak Normě přezdívali, získala za svoji kariéru ještě další čtyři nominace. Byly za filmy A Free Soul (na 4. ročníku v roce 1931), Barretts of Wimpole Street (na 7. ročníku v roce 1935), Romeo a Julie (na 9. ročníku 1937) a za historický snímek Marie Antoinetta získala svou poslední nominaci na 11. ročníku udílené cen v roce 1939.
S hercem Clarkem Gablem natočila tři filmy. Tím posledním byla komedie Idiot's Delight režíséra Clarence Browna. Pak se Norma objevila ještě v "ženském" filmu The Women a v úspěšném dramatu Escape. Její kariéra se však blížila ke konci. Byla dokonce zvažována do role Scarlett O'Hara ve výpravné adaptaci románu Margaret Mitchell Jih proti Severu. Pro její šilhavý výraz však roli nakonec nedostala. Poslední dva filmy u kritiků i diváků propadly a herečka hraní zanechala.

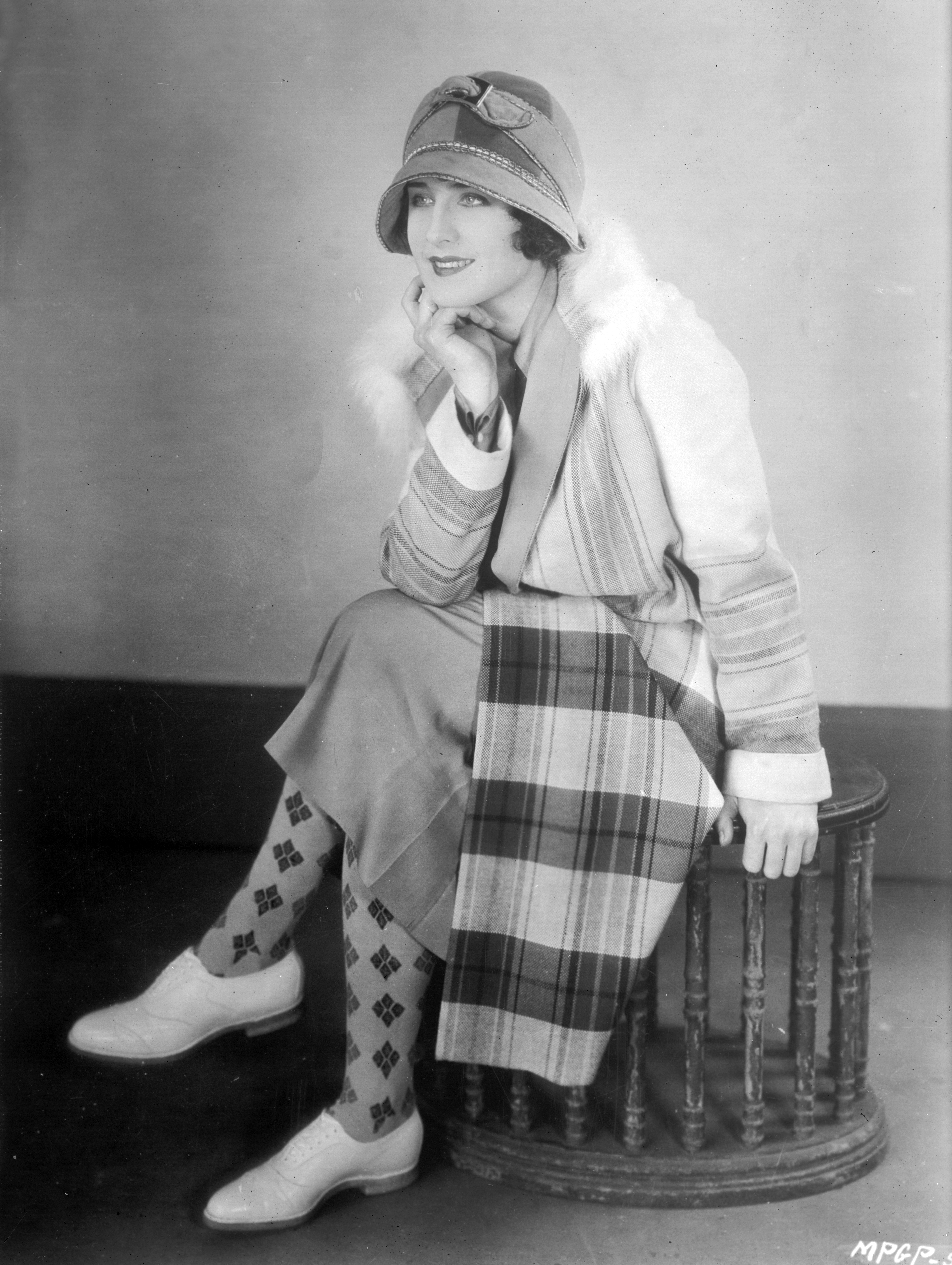
Norma Shearer

### Osobní život
Norma Shearer byla dvakrát vdaná. Prvního manžela, producenta Irvinga Thalberga, si vzala 29. září 1927. Jejich vztah vydržel až do Thalbergovy předčasné smrti v roce 1936. Měli spolu dvě děti. Za druhého muže se provdala 23. srpna 1942 a byl jím o jedenáct let mladší lyžařský instruktor Martin Arrouge. Tento bezdětný svazek trval do 12. června 1983, kdy Norma Shearer ve věku 80 let zemřela na zápal plic. Ke konci života byla sužována Alzheimerovou nemocí. Pohřbena byla ve Velkém mauzoleu hřbitova Forest Lawn Memorial Park v Glendale hned vedle prvního manžela. Kolegyně Jean Harlow je tam pohřbena taktéž.

## Zajímavosti
Norma Shearerová měla krom starší sestry Athole, která se později provdala za magnáta Howarda Hughese, taktéž bratra Douglase. Ten jakožto zvukař a ředitel zvukového studia MGM získal za svoji kariéru celkem sedm Oscarů a dalších sedm speciálních technických cen Akademie. Nominován byl dokonce jednadvacetkrát.
Syn Normy a Irvinga Irving Thalberg mladší byl profesorem filozofie. Zemřel v roce 1987 ve věku 57 let. Dcera Katherine Stirling se stala majitelkou řetězce knihkupectví a zemřela v roce 2006.
I když u filmu už nepůsobila, objevila pro studio MGM herečku Janet Leighovou a herce a producenta Roberta Evanse.
Od roku 1960 má na chodníku slávy hvězdu.

## Filmografie

### Němé filmy
| - Cesta na východ (1920) - The Flapper (1920) - The Restless Sex (1920) - The Stealers (1920) - Torchy's Millions (1920) - Brute Force (1921) - Konec světa (1922) - The Bootleggers (1922) - Channing of the Northwest (1922) | - The Leather Pushers (1922) - The Man Who Paid (1922) - Mladý pán a komorná (1923) - A Clouded Name (1923) - Devil's Partner (1923) - Lucretia Lombard (1923) - Man and Wife (1923) - Pleasure Mad (1923) - Ten, jehož políčkují (1924) | - Za zdmi civilizace (1924) - Blue Water (1924) - Broadway After Dark (1924) - Broken Barriers (1924) - Married Flirts (1924) - The Snob (1924) - The Trail of the Law (1924) - The Wolf Man (1924) - Hříšná žena (1925) | - Excuse Me (1925) - His Secretary (1925) - Lady of the Night (1925) - Pretty Ladies (1925) - A Slave of Fashion (1925) - Waking Up the Town (1925) - Boj o pohlaví (1926) - Démon cirku (1926) - Upstage (1926) | - Starý Heidelberk (1927) - After Midnight (1927) - The Demi-Bride (1927) - The Actress (1928) - A Lady of Chance (1928) - The Latest from Paris (1928) - Voices Across the Sea (1928) |

### Zvukové filmy
| - Had v ráji (1929) - Hollywood Revue (1929) - Je Mary Duganová vinna? (1929) - The Last of Mrs. Cheyney (1929) - Rozvedená (1930) - Let Us Be Gay (1930) - Uloupené šperky(1931) - A Free Soul (1931) - The Christmas Party (1931) - Private Lives (1931) - Strangers May Kiss (1931) | - Slzy lásky (1932) - Strange Interlude (1932) - Barretts of Wimpole Street (1934) - The Riptide (1934) - Romeo a Julie (1936) - Marie Antoinetta (1938) - Idiot's Delight (1939) - The Women (1939) - Escape (1940) - Her Cardboard Lover (1942) - We Were Dancing (1942) |

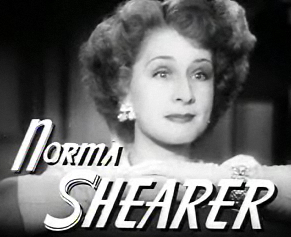
Z posledního filmu We Were Dancing

Má-li film distribuční název, je uveden pod ním.

## Ocenění

### Oscar
- 1930: Nejlepší herečka – Rozvedená (cena)
- 1930: Nejlepší herečka – Had v ráji (nominace)
- 1931: Nejlepší herečka – A Free Soul (nominace)
- 1935: Nejlepší herečka – The Barretts of Wimpole Street (nominace)
- 1937: Nejlepší herečka – Romeo a Julie (nominace)
- 1939: Nejlepší herečka – Marie Antoinetta (nominace)

### MFF v Benátkách
- 1938: Nejlepší herečka – Marie Antoinetta (Volpiho pohár)